# Anna Jantar (album)
Anna Jantar – czwarty album Anny Jantar wydany w 1980 roku przez wytwórnie Pronit i Tonpress. W 2003 i 2010 roku album był reedytowany przez Agencję Artystyczną MTJ w formie płyt CD, a w 2018 w formie płyty gramofonowej. Jego nakład osiągnął status „Złotej Płyty”. 

## Lista utworów
1. Moje jedyne marzenie (B. Olewicz/J. Kukulski); Ballada nagrana we wrześniu 1979 roku w Studiu Polskiego Radia i Telewizji w Katowicach wraz z zespołem Perfect. Piosenka stała się hitem Interstudia; w listopadzie zdobyła pierwsze miejsce w Warszawie i Berlinie w tym plebiscycie. Piosenkarka wystąpiła z tym utworem w Telewizyjnym Koncercie Życzeń, w listopadzie 1979 roku.
2. My Baby Waits For Rainy Days (B. Olewicz/J. Kukulski); Piosenka w stylu disco, nagrana we wrześniu 1979 roku w Studiu Polskiego Radia i Telewizji w Katowicach z zespołem Perfect. Została skomponowana przez Jarosława Kukulskiego na festiwal w Brighton, gdzie zdobyła pierwsze miejsce. Impreza jednak nie odbyła się z powodu katastrofy lotniczej na Okęciu w 1980 roku.
3. Ktoś między nami (J. Dąbrowski/A. Kopff); Piosenka nagrana w duecie ze Zbigniewem Hołdysem, wraz z zespołem Perfect i orkiestrą pod dyrekcją Zbigniewa Piszczka w Katowicach. Do Polskiego Radia trafiła w sierpniu 1979 roku.
4. Nie ma piwa w niebie (M. Dutkiewicz/Z. Piszczek); Nagrana we wrześniu 1979 roku w Studiu Polskiego Radia i Telewizji w Katowicach.
5. Pozwolił nam los (J. Dąbrowski/J. Kukulski); Nagrana w grudniu 1979 roku w Studiu Polskiego Radia i Telewizji w Katowicach w duecie z Bogusławem Mecem. Piosenka stała się przebojem Studia Gama w 1980 roku.
6. Wielka dama tańczy sama (M. Komorowska/J. Kukulski); Nagrana w czerwcu 1979 roku w Studiu Polskiego Radia i Telewizji w Katowicach.
7. Tak dobrze mi w białym (M. Dutkiewicz/D. Kozakiewicz); Nagrana w lutym 1979 roku w Studiu Polskiego Radia i Telewizji w Warszawie.
8. Gdzie są dzisiaj tamci ludzie (B. Olewicz/J. Kukulski); Nagrana w 1979 roku w Studiu Polskiego Radia i Telewizji w Warszawie.
9. Spocząć (B. Olewicz/Z. Hołdys); Nagrana w grudniu 1979 roku w Studiu Polskiego Radia i Telewizji w Warszawie. Ostatnia piosenka Anny Jantar przed wyjazdem na trasę koncertową do USA.
10. Do żony wróć (E. Kolon/R. Lipko); Jeden z ostatnich utworów zarejestrowanych przez Annę Jantar w Studiu Polskiego Radia i Telewizji w Katowicach. Po śmierci wokalistki zespół Budka Suflera dograł do niej ukończony podkład muzyczny.
11. Nic nie może wiecznie trwać (A. Mogielnicki/R. Lipko); Piosenkę tę Anna Jantar nagrała w styczniu 1979 roku z towarzyszeniem zespołu Budka Suflera, w Lublinie. Piosenka roku 1979 według słuchaczy Studia Gama.

## Skład
- Anna Jantar – śpiew, chórki (4)
- Zbigniew Hołdys – śpiew (3), chórki (9)
- Bogusław Mec – śpiew (5)
- Orkiestra pod dyr. Jarosława Kukulskiego (1, 2, 5–8)
- Orkiestra pod dyr. Zbigniewa Piszczka (3, 4)
- zespół Perfect (1–6, 9)
- zespół Budka Suflera (10, 11)
- Andrzej Prugar – realizacja nagrań (1–6, 10, 11)
- Sławomir Wesołowski – realizacja nagrań (7–9)